# Johannes van der Corput
Johannes Gualtherus van der Corput (Rotterdam, 4 september 1890 – Amsterdam, 13 september  1975) was een Nederlandse wiskundige die werkte op het gebied van de analytische getaltheorie.

## Loopbaan
In 1923 werd Van der Corput hoogleraar aan de Rijksuniversiteit Groningen en in 1946 aan de Gemeente Universiteit Amsterdam. Door zijn pogingen om gedurende de oorlogsjaren het functioneren van de Universiteit van Groningen in stand te houden, kwam hij frequent in conflict met de bezettende macht. Van der Corput poogde tijdens de bezettingsjaren zijn medeprofessoren op te roepen een gezamenlijk front te vormen, maar een effectieve oppositie is nooit van de grond gekomen. Hij was medestichter van het Mathematisch Centrum (CWI) in Amsterdam, waarvan hij de eerste directeur werd. Sinds 1953 werkte hij in de Verenigde Staten aan de University of California, Berkeley en de University of Wisconsin-Madison.
Onder zijn studenten waren Jurjen Koksma en Jan Popken.

## Bron
- N.G. de Bruijn: 'Johannes G. van der Corput (1890-1975) - A biographical note.' In: Acta Arithmetica 32 (1977) 207-208
- Studying in Groningen Through the Ages. A History of the University of Groningen and the First History of the Department of English in the Netherlands. Groningen, Groningen University Press, 2014, p. 153. ISBN 978-90-367-7125-2